# Imagens do Inconsciente
Pour plus de détails, voir Fiche technique et Distribution.
Imagens do Inconsciente (littéralement « Images de l'inconscient ») est un film documentaire brésilien réalisé par Leon Hirszman, sorti posthumément en 1988, sur trois patients schizophrènes traités par le psychiatre Nise da Silveira au Centre psychiatrique d'alors Pedro II,.

## Synopsis
Basé sur des cas cliniques et des thérapies, basé sur une approche humaniste et une expression artistique, menée par la psychiatre pionnière Nise da Silveira, au Centre psychiatrique Pedro II, le documentaire raconte l'histoire de Fernando Diniz, Adelina Gomes et Carlos Pertuis qui, à travers des peintures très expressives, établissent un pont entre ses intérieurs les plus intimes et la réalité la plus aiguë.
Le documentaire est divisé en trois épisodes: Em Busca do Espaço Cotidiano (« À la recherche de l'espace quotidien »; à propos de Fernando Diniz), No Reino das Mães (« Au royaume des mères »; à propos d'Adelina Gomes) et A Barca do Sol (« Le bateau du soleil »; à propos de Carlos Pertuis).

## Fiche technique
- Réalisation : Leon Hirszman
- Production : Leon Hirszman
- Scénario : Nise da Silveira et Leon Hirszman
- Image : Luiz Carlos Saldanha
- Direction artistique : Régis Monteiro
- Montage : Luiz Carlos Saldanha
- Bande sonore : Edu Lobo et Jards Macale

## Distribution
- Fernando Diniz
- Adelina Gomes
- Carlos Pertuis